# Bergischer Löwe

Darstellung des Löwen des Herzogtums Berg

Der Bergische Löwe ist das Wappentier des ehemaligen Herzogtums Berg. Heute führen ihn noch viele dort gelegene Gemeinden, Städte und Kreise, aber auch Unternehmen und Vereine in ihrem Wappen.

## Ursprung
Bei dem als Bergischen Löwen bezeichneten Wappentier handelt es sich dem Ursprung nach um den Limburgischen Löwen. Diesen Löwen fügte Heinrich IV. von Limburg in das Bergische Wappen ein, nachdem die Grafenwürde von Berg im Erbgang an seine Frau Irmgard von Berg gefallen war. Der letzte Graf aus dem alten Hause Berg war Engelbert II. Graf von Berg, welcher schon seit 1216 Erzbischof von Köln – genannt Engelbert I. von Köln – war. Engelbert besetzte Berg nach dem Tod seines Bruders Adolf, der 1218 vor Damiette gefallen war, und führte Krieg mit den Limburgern. Durch den Frieden von 1220 zwischen Engelbert und den Limburgern wurde der Erbgang von Engelbert zu Heinrich geregelt, dieser sollte erst nach Engelberts Tod erben. Heinrich übernahm sehr kurz nach dem gewaltsamen Tod von Graf Engelbert II. im Jahre 1225 die Herrschaft über die Grafschaft, die seiner Frau Irmgard als Erbin Adolfs schon im Jahre 1218 zugestanden hätte. Sein Schwager Friedrich von Isenberg wurde, da er die Schuld für den Tod seines Vetters Engelbert von Berg/Köln trug, im Jahr darauf vor dem Kölner Severinstor auf das Rad geflochten.

## Darstellung

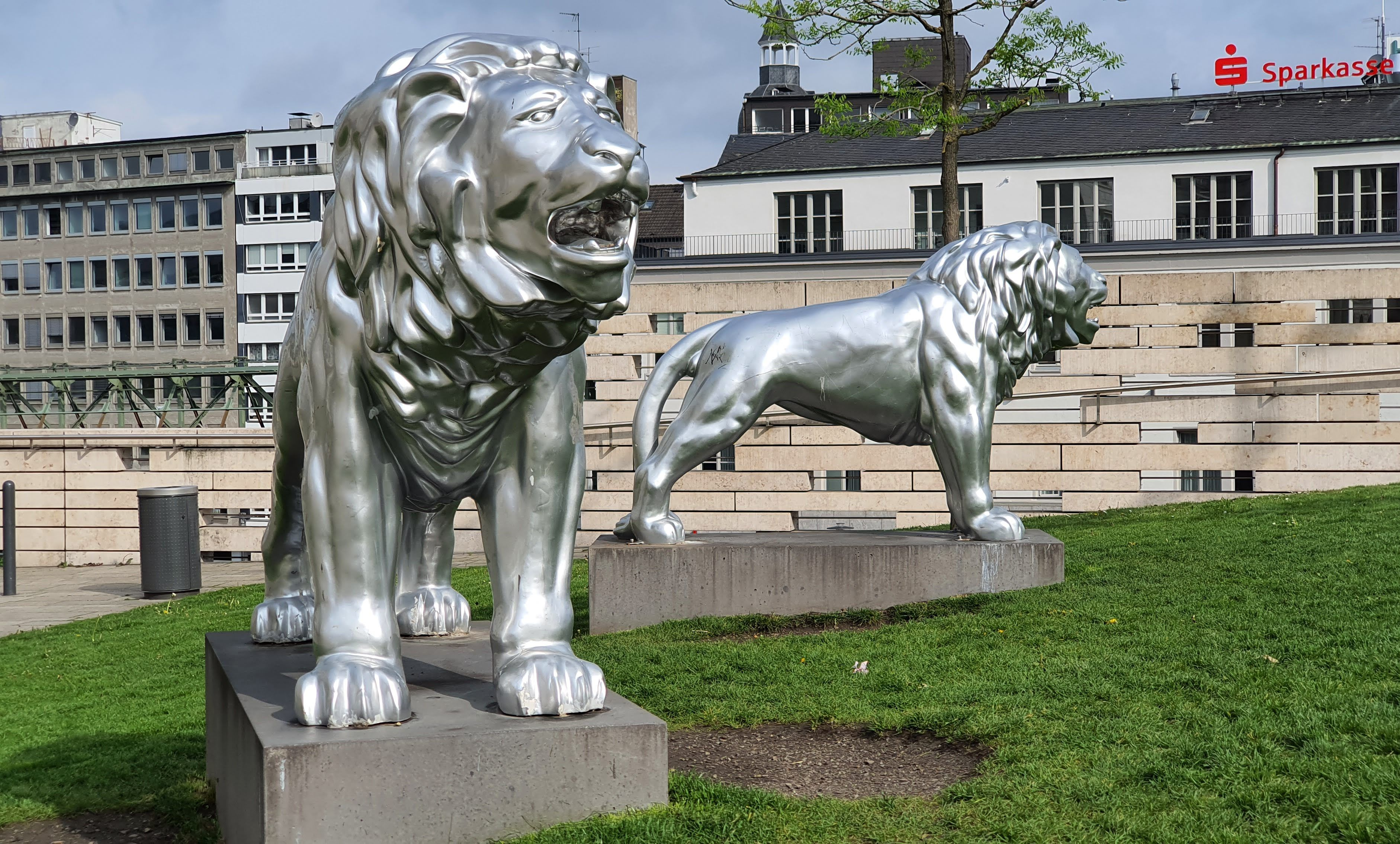
Moderne Interpretation des Bergischen Löwen vor der ehemaligen Bundesbahndirektion am Wuppertaler Hauptbahnhof (Elberfeld).

Im Bergischen Wappen wird der Bergische Löwe rot in silbernem (weißen) Feld dargestellt. Im Gegensatz zu dem Limburger Löwen trägt er eine blaue Krone und Bewehrung. Früher trug der Bergische Löwe ebenso wie der Limburger eine goldene Krone. Erst in einer Quelle des 16. Jahrhunderts erscheint er blaubekrönt. Sowohl der Limburger Löwe als auch der Bergische sind doppelschwänzig ausgeführt – als geteilter und gekreuzter Schwanz. Im Rahmen von Wappenbeschreibungen werden die ausgeschlagene Zunge und die Krallen als Waffen oder Bewehrung bezeichnet. Ihre Tingierung wechselte beim Bergischen Löwen zwischen Rot und Blau. Als sich im 19. Jahrhundert die blaue Krone durchsetzte, blieb die Bewehrung blau. Der Historiker Bernhard Vollmer sah dadurch die bergische Stahlerzeugung trefflich symbolisiert. Die großen ausgreifenden Pranken werden in Wappenbeschreibungen nicht sonderlich erwähnt, da diese Stellung die typische ist. Der aufgerichtete Löwe ist als Wappentier eine gemeine Figur im Wappenwesen. Er hat die steigende Standardwappenposition. Auch seine Blickrichtung nach rechts ist in der Heraldik Standard und wird in der Wappenbeschreibung nicht gesondert genannt.

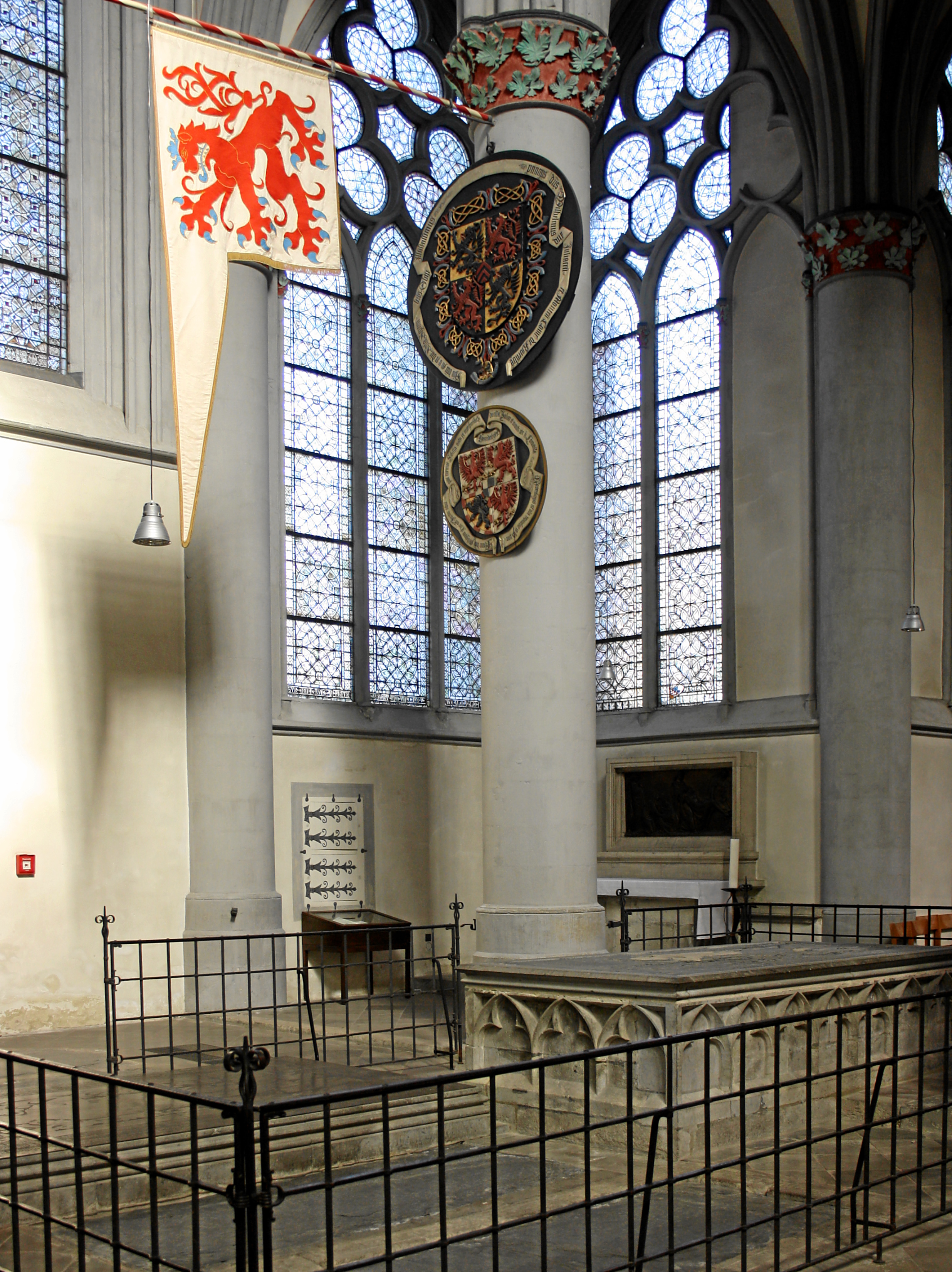
Fahne mit Bergischem Löwen im Altenberger Dom über der Grablege von bergischen Herzögen

Viele bergische Städte und Gemeinden sowie Unternehmen oder Vereine, etwa Bayer 04 Leverkusen, haben den Bergischen Löwen in ihren Wappen und Signets eingeführt, häufig wird er mit verschiedenen Geräten, wie Schwertern, Ankern, Schlüsseln, landwirtschaftlichen Geräten oder sonstigen Symbolen verziert. Einen Überblick gibt die Liste der Wappen mit dem Bergischen Löwen.

## Der Bergische Löwe in Düsseldorf

Otto Hupp: Wappen Düsseldorfs (1938)

Der Bergische Löwe wurde, wohl über das Düsseldorfer Schöffensiegel, eine Figur im Wappen Düsseldorfs und daran anknüpfend der Namensgeber des Düsseldorfer Löwensenfs.
Anfang Januar 1916 wurde ein hölzernes Standbild des Bergischen Löwen als „Kriegswahrzeichen“ (Nagelfigur zur Kriegsnagelung) am Ende des Stadtgrabens an der Königsallee beim Graf-Adolf-Platz auf einem Sockel aus Muschelkalk errichtet. Die vom Düsseldorfer Bildhauer Johannes Knubel geschaffene, überlebensgroße Skulptur wurde mit Nägeln aus Eisen und Bronze beschlagen, deren Verkaufserlös zur Linderung der Kriegsnot beitrug – auf diese Weise kamen bis Januar 1917 beachtliche 800.000 Mark zusammen. Die mit Nägeln und Plaketten belegte Holzskulptur war bis 1934 so stark verwittert, dass man sie abtrug. Die bronzene Maske des Löwenkopfs und einige mit Inschriften versehene Plaketten wurden dem Stadtmuseum übergeben. Knubel schuf bis 1937 einen neuen Löwen aus Teakholz, welcher 1942 bei einem der Luftangriffe auf Düsseldorf schwer beschädigt und anschließend abgeräumt wurde. Der Kopf dieses zweiten Löwen kam ebenfalls in das Stadtmuseum.
Einen Bergischen Löwen zeigt auch der Düsseldorfer Löwe von Hans Breker, seit 1955/1956 auf der Terrasse des Verwaltungsgebäudes Marktplatz 6.
1963, zum 675-Jahr-Stadtjubiläum, wurde vom Bankhaus C. G. Trinkaus (aus Anlass ihres 175-jährigen Bestehens 1960) ein neuer Löwe aus Bronze für das Ende des Stadtgrabens an der Königsallee gestiftet. Dieser Löwe wurde vom Bildhauer Philipp Harth geschaffen und entstand bei der Kunstgießerei Schmäke. Am 14. September 1963 wurde er enthüllt.
Bei allen drei Bergischen Löwen verzichteten die Künstler – bewusst oder unbewusst – auf die Darstellung des signifikanten Doppelschweifs. Auch ließen sie die Krone entfallen. 

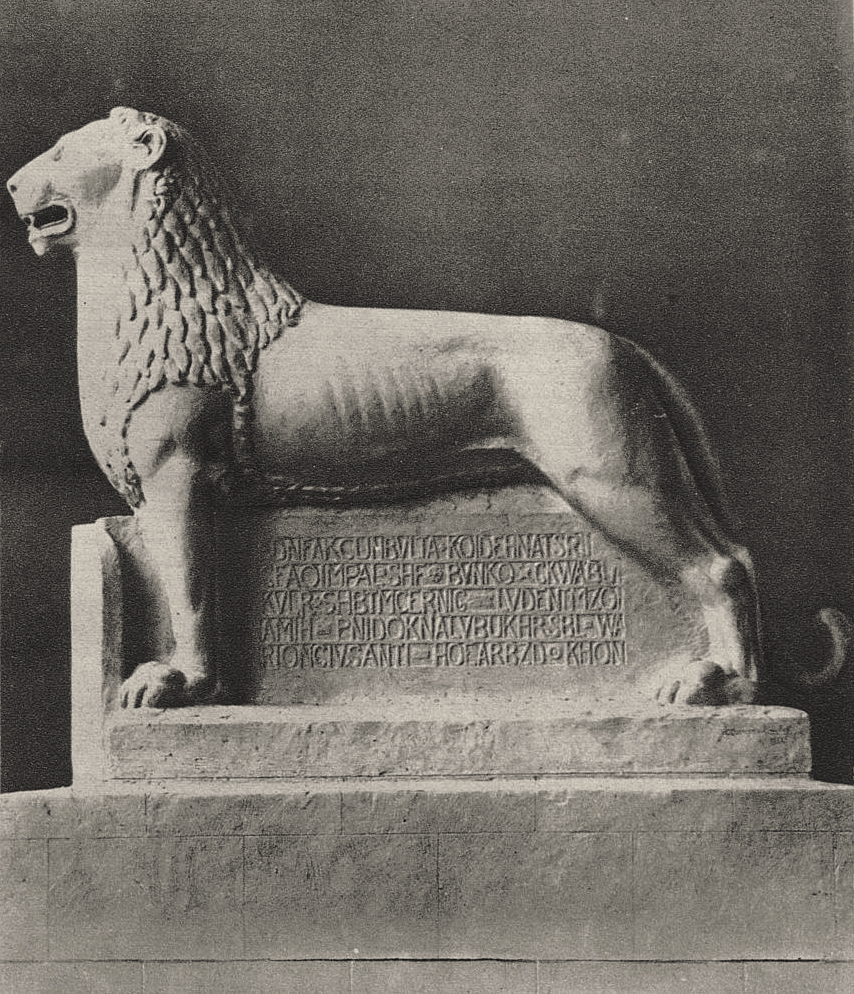
Johannes Knubel: Bergischer Löwe Foto Julius Söhn (1916)
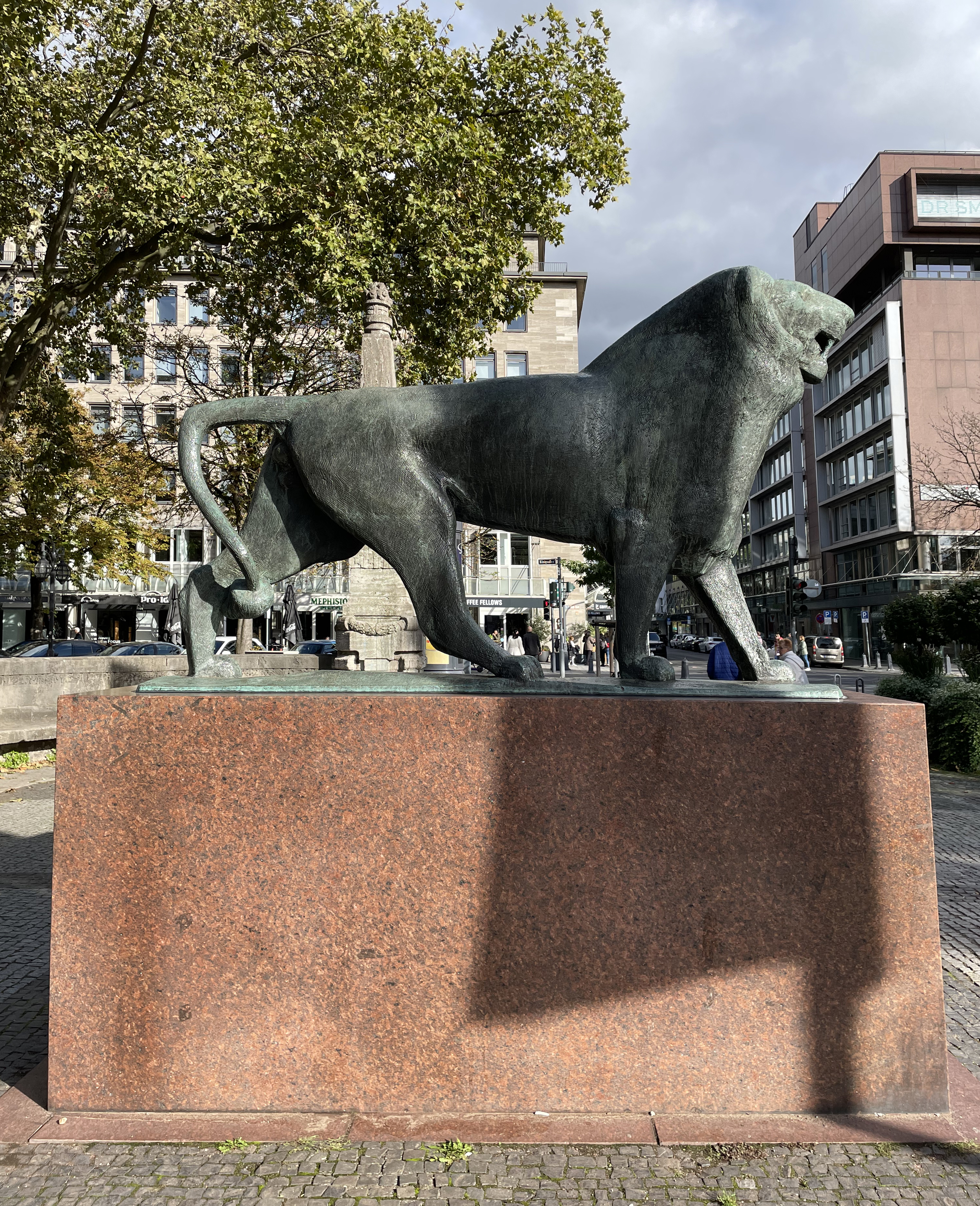
Philipp Harth: Bergischer Löwe auf der Exedra am Südende des Stadtgrabens an der Königsallee (2022)